# Martin Tietze
Martin Tietze (* 23. Oktober 1908; † 13. September 1942 in der Sowjetunion) war ein deutscher Rennrodler.
Martin Tietze, der aus Brückenberg im Riesengebirge stammte, war der erfolgreichste Rennrodler der 1930er Jahre und der große Konkurrent Fritz Preisslers. Viermal in Folge wurde er 1934, 1935, 1937 und 1938 Europameister. Damit ist er bis heute Rekordeuropameister. 1939 errang er die Silbermedaille. Auch im Doppelsitzer war Tietze sehr erfolgreich und gewann 1937 in Oslo mit seinem Partner Kurt Weidner Gold, nachdem sie im Jahr zuvor schon Silber errungen hatten. Im Einzel wurde er 1930, 1931, 1934 und 1938, im Doppelsitzer (mit Kurt Weidner, 1935 mit Willi Händler) 1930, 1931, 1935 und 1938 Deutscher Meister. 1942 fiel er während des Krieges gegen die Sowjetunion. Seine jüngere Schwester Friedel Tietze war ebenfalls eine Weltklasserennrodlerin.